# Кръстьо Чакъров
Кръстьо Чакъров е български футболист, футболен деятел и треньор.

## Биография
Кръстьо Чакъров е роден през 1927 г.
Завършва треньорска школа в Москва.
Почива на 10 септември 1999 г.

## Кариера
Треньор е на юношеския национален отбор, с който става европейски шампион през 1959 г.
Помощник-треньор е на „А“ отбора, с който участва на Световното първенство по футбол в Чили през 1962 г. Начело на Левски от 1961 до 1964 г. и от 1966 до 1969 г. Шампион на България е през 1968 г. и носител на купата през 1967 г.
Председател на ФК Левски от 1983 до 1985 г. и през 1989/1990 г. След злополучния финал за купата през 1985 г. е изключен от спортното движение, но след 10 ноември 1989 г. е реабилитиран.